# Monte Castello di Vibio
Monte Castello di Vibio este o comună din provincia Perugia, regiunea Umbria, Italia, cu o populație de 1.429 locuitori (1 ianuarie 2023) și o suprafață de 31,95 km².

## Demografie
Monte Castello di Vibio - evoluția demografică

|  | Graficele sunt indisponibile din cauza unor probleme tehnice. Mai multe informații se găsesc la Phabricator și la wiki-ul MediaWiki. |

Date: Recensăminte sau birourile de statistică - grafică realizată de Wikipedia